# فالسكريك (فيرجينيا الغربية)
فالسكريك (بالإنجليزية: Vallscreek, West Virginia)‏ هي منطقة سكنية تقع في الولايات المتحدة في McDowell County. ترتفع عن سطح البحر 487.08 متر.